# 特罗佩苏
特罗佩苏是葡萄牙阿威罗区的一个堂区。总面积9.4平方公里，总人口1297人，人口密度138人/平方公里。